# The science of Discworld
The science of Discworld är en engelsk bokserie skriven av Terry Pratchett. Den innefattar tre böcker som heter The science of Discworld, The Globe, och Darwin's Watch.

## Handling
Bokserien utspelar sig på Osynliga Universitetet på Skivvärlden (i engelsk översättning Discworld) och på Jorden (i boken kallad Roundworld) och handlar om evolutionär och vetenskaplig utveckling på Jorden, och Jordens forskares likhet med Skivans magiker. Bokserien inleds med att trollkarlarna på Osynliga Universitetet skapar en glaskupol med Jorden inuti och iakttar från utsidan utvecklingen av människorna.

## Personer som är med i serien
- Charles Darwin
- Mustrum Ridcully
- Rensvind